# Berlin Syndrome
Pour plus de détails, voir Fiche technique et Distribution.
Berlin Syndrome est un film dramatique australien réalisé par Cate Shortland et sorti en 2017. Le scénario, tiré du roman du même nom de Melanie Joosten, est écrit par Shaun Grant.

## Synopsis
Une jeune photographe venue d’Australie, prénommée Clare passe ses vacances à Berlin. Elle tombe amoureuse d'un certain Andi professeur d'anglais dans une école de sport. Ce dernier l'invite chez lui, puis après une nuit d'amour, la jeune femme va comprendre par la suite que le jeune homme est bien décidé à ne pas la laisser partir de son domicile.

## Fiche technique
Sauf indication contraire, les informations mentionnées dans cette section peuvent être confirmées par la base de données cinématographiques IMDb,  présente dans la section « Liens externes ».
- Titre original : Berlin Syndrome
- Réalisation : Cate Shortland
- Scénario : Shaun Grant, d'après le roman Berlin Syndrome de Melanie Joosten
- Photographie : Germain McMicking
- Décors : Martina Valentina Baumgartner
- Musique : Bryony Marks
- Montage : Jack Hutchings
- Production : Naima Abed, Scott Otto Anderson, Angie Fielder, Emilie Georges, Oliver Lawrance, Troy Lum, Tanja Meissner, Florian Caspar Richter, Cecilia Ritchie, Esther Rodewald, Polly Staniford, Florence Tourbier
- Société de production : Aquarius Films, DDP Studios, Entertainment One, Film Victoria, Fulcrum Media Finance, Memento Films International, Photoplay Films, Screen Australia
- Société de distribution : Entertainment One
- Pays d’origine :  Australie
- Langue originale : anglais, allemand, russe
- Format : Couleur
- Genres : Thriller, Drame
- Durée : 116 minutes
- Dates de sortie : 
  - États-Unis : 26 mai 2017
  - Suisse : 3 juillet 2017 (Festival international du film fantastique de Neuchâtel 2017)
  - France : 25 août 2017 sur Netflix

## Distribution
- Teresa Palmer : Clare
- Max Riemelt : Andi
- Matthias Habich : Erich
- Lucie Aron : Elodie Zadikan
- Cem Tuncay : passager
- Emma Bading : Franka Hummels
- Charly Thorn : jeune femme
- Vitus Wieser : policier
- Kristina Kostiv : la fille russe
- Lara Marie Müller : Silke
- Maia Absberg : Bar Member
- Claude Heinrich : Boy 2
- Morgane Ferru : jeune touriste
- Elias Esser : Boy 1
- Mascha Wolf : Mascha
- Mariella Josephine Aumann : jeune fille
- Malin Steffen : Swedish Girl
- Matthias Russel : Jakob
- Peter Young : Squatter
- Nadine Peschel : la mère
- Thuso Lekwape : Billy Dharma
- Elmira Bahrami : Jana
- Rene Barra : Coal Man
- Christoph Franken : Peter
- Engin Karavul : Stall Owner
- Viktor Baschmakov : Benni
- Nassim Avat : Aron Hurwitz